# Административное деление ЮАР
Административное деление Южно-Африканской Республики — трёхуровневое; страна включает в свой состав 9 провинций, которые, в свою очередь, разделены на 52 округа (44 района и 8 городских округов), а последние состоят из 226 местных муниципалитетов.

## 1-й уровень
Первым уровнем административного деления являются провинции. В результате административной реформы 1994 года (проведённой с целью ликвидации пережитков режима апартеида) было образовано 9 провинций. В 1995 году провинции Претория—Витватерсранд—Феринихинг, Восточный Трансвааль и Северный Трансвааль были переименованы в провинции Гаутенг, Мпумаланга и Северную соответственно. В 2003 году Северная провинция была переименована в провинцию Лимпопо. В 2006 году административные границы провинций были подвергнуты ряду изменений.
| Название | Столица                       | Площадь, км² | Население, чел. (2011) | Плотность, чел./км² | Флаг |
| --- | ----------------------------- | ------------ | ---------------------- | ------------------- | ---- |
| Восточно-Капская провинция | Бишо                          | 168 966      | 6 562 053              | 38,84               |      |
| Гаутенг | Йоханнесбург                  | 18 178       | 12 272 263             | 675,12              |      |
| Западно-Капская провинция | Кейптаун                      | 129 462      | 5 822 734              | 44,98               |      |
| Квазулу-Натал | Питермарицбург                | 94 361       | 10 267 300             | 108,81              |      |
| Лимпопо | Полокване                     | 125 754      | 5 404 868              | 42,98               |      |
| Мпумаланга | Нелспрёйт                     | 76 495       | 4 039 939              | 52,81               |      |
| Северо-Западная провинция | Мафикенг                      | 104 882      | 3 509 953              | 33,47               |      |
| Северо-Капская провинция | Кимберли                      | 372 889      | 1 145 861              | 3,07                |      |
| Фри-Стейт | Блумфонтейн                   | 129 825      | 2 745 590              | 21,15               |      |
| ЮАР (в целом) | Претория Кейптаун Блумфонтейн | 1 220 813    | 51 770 560             | 42,41               |      |
| \| Административное деление Южно-Африканской Республики Восточный Кап Гаутенг Западный Кап Квазулу-Натал Лимпопо Мпумаланга Северо-Запад Северный Кап Свободное государство Претория Кейптаун Блумфонтейн Питермарицбург Кимберли Бишо Полокване Йоханнесбург Мафикенг Нелспрёйт \| |                               |              |                        |                     |      |
| Административное деление Южно-Африканской Республики Восточный Кап Гаутенг Западный Кап Квазулу-Натал Лимпопо Мпумаланга Северо-Запад Северный Кап Свободное государство Претория Кейптаун Блумфонтейн Питермарицбург Кимберли Бишо Полокване Йоханнесбург Мафикенг Нелспрёйт       |                               |              |                        |                     |      |

До 1994 года ЮАР делилась на 4 провинции: Капскую, Натал, Оранжевое свободное государство и Трансвааль. Старое деление отражало историческое развитие государственности в Южной Африке; к тому же, Южная Африка изначально и была союзом этих четырёх территорий.
| Название | Столица                      | Герб | Площадь, км² | Население, чел. (1991) |
| --- | ---------------------------- | ---- | ------------ | ---------------------- |
| Провинция мыса Доброй Надежды Provinsie van die Kaap die Goeie Hoop The Cape of Good Hope Province                                                                                       | Капстад                      |      | 717 414      | 6 125 335              |
| Наталь Provinsie van Natal Province of Natal | Питермарицбург               |      | 91 610       | 2 430 753              |
| Оранжевое свободное государство Provinsie van die Oranje-Vrystaat Province of the Orange Free State                                                                                      | Блумфонтейн                  |      | 129 152      | 2 193 062              |
| Трансвааль Provinsie van Transvaal Province of Transvaal | Претория                     |      | 287 996      | 9 491 265              |
| ЮАР (в целом) | Претория Капстад Блумфонтейн |      | 1 220 813    | 30 986 919             |
| \| Административное деление Южно-Африканской Республики Провинция мыса Доброй Надежды Трансвааль Оранжевое свободное · государство Наталь Претория Капстад Блумфонтейн Питермарицбург \| |                              |      |              |                        |
| Административное деление Южно-Африканской Республики Провинция мыса Доброй Надежды Трансвааль Оранжевое свободное · государство Наталь Претория Капстад Блумфонтейн Питермарицбург       |                              |      |              |                        |

## 2-й и 3-й уровни

Территориальные изменения провинций в 2006 году

Округа

Местные муниципалитеты

Бывшие бантустаны

Провинции делятся на округа (Districts, африк. Distrikte), которые могут быть городскими и сельскими.
- Первые называются Metropolitan municipalities (городские округа, 8 единиц, крупные города),
- вторые — District municipalities (районы, 44 единицы). Районы в свою очередь делятся на (местные или собственно) муниципалитеты, коих 226.

Некоторые части районов из-за своей малонаселённости не входят ни в какой местный муниципалитет, и являются территориями районного подчинения.

## Бантустаны
Кроме того, с 1951 по 1994 год в ЮАР существовали так называемые бантустаны — самоуправляемые области, отведённые для проживания определённых народностей. Вне бантустанов права чёрного населения были существенно ограничены. Четыре из них получили независимость (в связи с этим их жители были лишены гражданства ЮАР), которую, впрочем, не признало ни одно государство, кроме ЮАР:
- Бопутатсвана (тсвана) — независимость с 6 декабря 1977 года
- Транскей (коса) — независимость с 26 октября 1976 года
- Сискей (коса) — независимость с 4 декабря 1981 года
- Венда (венда) — независимость с 13 сентября 1979 года
- Газанкулу (тсонга)
- Кангване (свази)
- Квандебеле (ндебеле)
- Квазулу (зулусы)
- Лебова (северные сото)
- Кваква (южные сото)

## Столицы
Большинством стран мира в качестве официальной столицы ЮАР признана Претория, однако фактически в стране нет единого административного центра: органы исполнительной власти расположены в Претории, парламент — в Кейптауне, Верховный суд — в Блумфонтейне. Это связано с тем, что изначально ЮАР была федеративным государством, соответственно, при образовании Южно-Африканского Союза (из британских владений (Капской колонии и Наталь) со столицей в Кейптауне, а также бывших Оранжевого свободного государства со столицей в Блумфонтейне и Южно-Африканской Республики (Трансвааля) со столицей в Претории) органы власти были распределены по столицам вошедших в его состав государств.
Иногда утверждается, будто Претория была переименована в Цване. Это неверно: Цване — название городского муниципалитета, административной единицы, стоящей на уровень ниже провинции (в данном случае речь идет о провинции Гаутенг). В состав муниципалитета Цване входят города Претория, Центурион (ранее Фервурдбург), Сошангуве и ряд более мелких областей.